# Skokan červenouchý
Skokan červenouchý (Hylarana erythraea, syn. Hyla erythraea) je druh žáby z čeledi skokanovití (Ranidae). 

## Výskyt
Skokan červenouchý se přirozeně vyskytuje od Myanmaru, Thajska, jižního Laosu, Kambodže a jižního a severovýchodního Vietnamu přes pevninskou Malajsii až po ostrovy Malajského souostroví, včetně Bornea, Sumatry, Jávy, Lomboku a ostrovů Riau. Původní populace také žijí na Nikobarských ostrovech u Indie, na Filipíny a Sulawesi však tento druh zavlekl teprve člověk. Mezi populace skokana červenouchého byly dlouhodobě řazeny zejména ty ze severovýchodní Indie, nyní klasifikované v rámci druhu skokan Tytlerův (H. tytleri). Vymezení a rozšíření tří blízce příbuzných druhů H. erythraea, H. tytleri a H. taipehensis určili Ohler & Malick, 2002.

## Popis
Samci skokanů červenouchých jsou podstatně menší než samice; maximální velikost samců činí asi 48 mm, maximální velikost samic činí asi 78 mm. Podkladové zbarvení hřbetu se pohybuje v různých odstínech zelené, spodek těla je bělavý a končetiny nažloutlé se skvrnkami. Výrazným znakem je dvojice světlých proužků, které se táhnou po stranách těla; a rovněž červený bubínek (tympanum), jenž skokanovi červenouchému vynesl české druhové jméno. Během období rozmnožování se samcům na prvním prstu předních končetin vytvářejí žluté pářicí mozoly. Kůže je hladká, bez patrných výrůstků.

## Chování
Skokan červenouchý je hojná žába tropických oblastí Asie. Samci se ozývají převážně v noci, u malajských populací nejčastěji od desáté hodiny večerní. Během dne lze samce pozorovat i ve vodě nebo okolní vegetaci, samice však žijí skrytě. Tento druh žije až do nadmořské výšky asi 1 200 m. Přivykl i kulturní krajině, jako jsou rýžová pole, zavlažovací kanály či příkopy u cest. Rozmnožování může probíhat celoročně, samice ukládá jednu snůšku pigmentovaných vajíček do stojaté vody. Již poměrně letitá studie z filipínského ostrova Negros zjistila, že samci dosahují pohlavní dospělosti za 6–7 měsíců po metamorfóze při délce 35–36 mm, zatímco samice dosahují pohlavní dospělosti přibližně za 9 měsíců po metamorfóze při délce 50–60 mm. Maximální délka života ve dvou studovaných populacích byla odhadnuta na 3–4 roky.

## Ohrožení
Mezinárodní svaz ochrany přírody (IUCN) považuje skokana červenouchého za málo dotčený druh, a to na základě jeho širokého areálu rozšíření, tolerance k široké škále stanovišť a předpokládané velké populaci. Lokální úbytky může způsobovat znečišťování vody a lov pro maso (či obchod se zvířaty), na Nikobarských ostrovech i automobilová doprava, jíž padne za oběť řada dospělců během období rozmnožování. V průběhu historie nicméně zřejmě proběhlo několik vln vymírání nikobarských populací, s následnými rekolonizacemi. Tak tomu bylo i po tsunami v roce 2004.